# Idionyx asahinai
Idionyx asahinai là loài chuồn chuồn trong họ Synthemistidae. Loài này được Karube mô tả khoa học đầu tiên năm 2011.